# 餘光恐懼症
余光恐惧症，或说是一种强迫症，或说是社交恐惧症的一种，此病由病症從眼角餘光相關行為中發現而得名。患有此病的患者总是会阻止自己用余光扫视别人，但实情上，自己克制不了用眼睛余光扫视别人，反而病情症状会日益严重。

## 眼角餘光
动物的眼角余光能使动物自身能快速地轻易察觉不速之客的入侵，而产生本能的防御行为。余光恐惧症患者却对余光内的物體之眼光或行為会不自主的有高度警觉，进而产生了恐惧。

## 症狀
多数余光恐惧症患者，通常亦伴有对视恐惧的症状。余光恐惧症患者不同于精神病患者，余光恐惧症患者生活上尚且遵循社会法规，不会有逾越社会规范的举止与精神妄想的现象。大部份的余光恐症患者，喜欢独处，不喜欢待在众目睽睽的场合，因为在众目睽睽的时间越久会使他们不知如何控制自己失控的惊恐眼神，因而更加痛苦。轻微的余光恐症患者仍可跟大多数一般人正常工作，但工作的成效因无法长时间在纷纷扰扰的工作场所专注恐成效低落。

## 治療
餘光恐惧症的藥物治療通常能減輕和緩解症狀，這是因為藥物減輕了個體感受到的緊張焦慮的強度。但是可能無法很好地解決問題，因此建议接受心理治疗。此病症可以使用森田疗法治疗此病。